# اوراق مشارکت
اوراق مشارکت (به فرانسوی: obligation d’entreprise)  در اصطلاح علم اقتصاد، نوعی از اوراق بهادار است که از سوی دولت، شهرداری، شرکت‌های دولتی و خصوصی، برای تأمین اعتبار طرح‌های عمرانی یا زیرساختی در کشور، منتشر می‌گردد. تهیهٔ دستورالعمل اجرایی و مقررات ناظر بر انتشار اوراق مشارکت بر عهدهٔ بانک مرکزی است. طبق دستورالعمل بانک مرکزی، اوراق مشارکت اوراق بهاداری هستند که با مجوز بانک مرکزی (البته امروزه توسط سازمان بورس اوراق بهادار اجازه انتشار صادر می‌گردد) برای تأمین بخشی از منابع مالی مورد نیاز، طرح‌های سودآور تولیدی و خدماتی (به استثنای امور بازرگانی) در چهارچوب عقد مشارکت مدنی، از سوی سازمان جاری منتشر می‌شود. در هر ورقهٔ مشارکت، میزان سهم دارندهٔ آن مشخص شده‌است.
ساخت بزرگراه، سد، تونل، جاده، راه‌آهن، نیروگاه، مجتمع‌های اداری و مسکونی و…، نمونه‌هایی از مواردی است که دولت یا شهرداری‌ها، برای تأمین مالی آن‌ها اقدام به انتشار اوراق مشارکت می‌کنند.

## تعریف قانونی
بر پایه ماده ۲ قانون انتشار اوراق مشارکت مصوب ۱۳۷۶/۰۶/۳۰ مجلس شورای اسلامی و ماده ۱ آیین‌نامه اجرایی اجرایی قانون نحوۀ انتشار اوراق مشارکت مصوب ۱۳۷۷/۵/۱۸ هیئت وزیران، اوراق مشارکت چنین معرفی شده‌است:
اوراق بهادار با نام یا بی‌نامی است که به موجب قانون یا مجوز بانک مرکزی جمهوری اسلامی ایران به قیمت اسمی مشخص برای مدت معین ‌و برای تأمین بخشی از منابع مالی مورد نیاز طرح‌های عمرانی- انتفاعی دولت مندرج در قوانین بودجه سالانه کشور یا برای تأمین منابع مالی لازم برای تهیۀ مواد ‌اولیه مورد نیاز واحدهای تولیدی توسط دولت، شرکت‌های دولتی، ‌شهرداری‌ها و مؤسسات و نهادهای عمومی غیر دولتی و مؤسسات عام المنفعه و شرکت‌های ‌وابسته به دستگاه‌های مذکور، شرکت‌های سهامی عام و خاص و شرکت‌های تعاونی تولید منتشر می‌شود و به سرمایه‌گذارانی که قصد مشارکت در اجرای طرح‌های‌ یاد شده را دارند از طریق عرضه عمومی واگذار می‌گردد.

## ویژگی‌ها
مهم‌ترین ویژگی و برتری اوراق مشارکت نسبت به دیگر اوراق بهادار مانند سهام، ضمانت پرداخت سود است. بدین‌سان که دارنده اوراق مشارکت اطمینان دارد که سود معین و تضمین‌شده‌ای را به‌عنوان سود علی‌الحساب، در بازه‌های زمانی مشخص دریافت می‌کند. اما از آنجا که شرکت یا سازمان منتشرکننده این اوراق نمی‌تواند خودش، پرداخت سود اوراق را هم تضمین کند، اغلب سود اوراق مشارکتی که در ایران منتشر می‌شود، از سوی بانکها و موسسات مالی معتبر یا از سوی دولت، تضمین می‌شود. از این رو، خریدار این اوراق اطمینان دارد که در سررسیدهای معین، سود تعهدشده را دریافت می‌کند.

## سود علی‌الحساب و سود قطعی
سود تضمین‌شده اوراق مشارکت، به صورت علی‌الحساب به دارنده اوراق پرداخت می‌شود، بدین معنا که پس از پایان پروژه و در سررسید نهایی، ناشر اوراق موظف است سود قطعی پروژه را محاسبه کرده و درصورتی که سود قطعی پروژه، بیشتر از سود علی‌الحساب پرداختی به خریداران اوراق باشد، مابه‌التفاوت را به آن‌ها پرداخت نماید. البته، درصورتی که سود قطعی پروژه، از سود علی‌الحساب پرداختی کمتر باشد، جبران مابه‌التفاوت برعهده ضامن اوراق مشارکت است و زیانی از این بابت، متوجه خریدار این اوراق نیست.

## در ایران
برای سال‌ها انحصار اوراق مشارکت در انحصار بانک مسکن بود. این بانک تعیین‌کننده قیمت اوراق نیز بود که از بهمن ۹۶ با ورود بانک ملی ایران به این بحث، این انحصار شکسته شد و قیمت اوراق کاهش یافت و با کاهش قیمت ارائه آن افزایش یافت. یکی از علل آن فشارهای اقتصادی حاکم بر دولت بود؛ دولت در تلاش است با کمک بانک ملی ایران، از طریق ایجاد تحرک در بخش مسکن ساختارهای اقتصاد را به تحرک وادارد، توزیع بیشتر وام مسکن حجم تقاضا را در بازار مسکن افزایش می‌دهد و این همان چیزی است که دولت از آن استقبال می‌کند؛ چرا که دولت بخش مسکن را پیشران اقتصاد می‌داند.